# Wisteria Lane
Wisteria Lane – fikcyjna ulica w fikcyjnym mieście Fairview, w fikcyjnym stanie Eagle State w USA. Główne miejsce akcji popularnego serialu telewizyjnego Gotowe na wszystko. Jest pokazywana jako stereotypowa amerykańska dzielnica: perfekcyjnie skoszona trawa, wielkie komfortowe domy i białe płoty.

Plan rozmieszczenia domów na ulicy Wisteria Lane

Dzieje się tu wiele rzeczy. Nie ma miejsca na nudę.

## Etymologia nazwy
- Ulica nosi nazwę od kwiatu Wisteria.
- Porastał lub porasta on domy bohaterów serialu:
  - Karen McCluskey,
  - Betty Applewhite/Almy Hodge/Boba i Lee,
  - Toma i Lynette Scavo
  - oraz drewnianą ramę wejścia do ogródka przed dom Mary Alice Young.
- Słowo „Lane” oznacza z języka angielskiego uliczka.
- Dosłownie przetłumaczona Wisteria Lane znaczy więc uliczka Wisterii lub uliczka Glicynii.

## OpisMary Alice Young
Przedmieście to pole bitwy, ale na domowych walkach. Mężowie toczą potyczki z żonami, rodzice krzyżują oręż z dziećmi, ale najkrwawsze boje toczą ze sobą synowe i teściowe.

Ze wszystkich rytuałów życia na przedmieściu wyprzedaż garażowa jest ceniona najbardziej. Kupujący zapamiętale grzebią w wyrzuconych rzeczach, szukając czegoś, czego wcale nie potrzebują. Niektórzy tak zażarcie chcą oszczędzić, że nie widzą ukrytych skarbów.

Rywalizacja. Dla każdego z nas ma to inne znaczenie. Na przedmieściach znaczy „dorównać sąsiadom”. Na Wisteria Lane to znaczy „dorównać Bree Van De Kamp”. (...)

Na przedmieściach żyją odpowiedzialni ludzie, którzy próbują wieść odpowiedzialne życie. Większość tych odpowiedzialnych ludzi kiedyś popełniła błędy. Błędy, o których chcieliby zapomnieć.  Błędy, które czasem ich prześladują.

Soboty w Wisteria Lane należały do dzieci. Bawiły się one w sport, jeździły na rowerze, skakały na skakance. Ale były też takie, które trzymały się na uboczu. Niektóre dzieci musiały bardzo szybko dorosnąć.

Tutaj nie sposób dostrzec rozpaczy ani wściekłości, ani nawet odrobiny żalu. Ludzie, którzy tu mieszkają, odkryli, że istnieje pewien sposób na ukrycie tajemnic przed sąsiadami. Na przedmieściach nie ma niczego bardziej zwodniczego od uśmiechu.

Na przedmieściach ludzie rzadko mówią o pieniądzach. Zazwyczaj po prostu nie muszą. Ci, którzy je mają, dopilnują, byś zobaczył ich nowe ciuchy, drogie sprzęty i wypielęgnowane trawniki. U mniej zamożnych z pewnością natkniesz się na stary zardzewiały grill ogrodowy, łuszczącą się ze ścian farbę i zabytkowe auto wystawione na sprzedaż. Ta. Na przedmieściach nie mówi się o forsie, bo gdy ktoś złamie tę regułę, w niektórych rodzi się złość.

Na tej ulicy, interesy zaczynają się kręcić od samego rana. Starsza pani proponuje gazeciarzowi napiwek, jeśli będzie wrzucał gazety na ganek. Żona oznajmia mężowi, że przygotuje jego ulubione danie, jeśli przyniesie jej róże. Mężczyzna mówi sąsiadce, że zabierze swoje pojemniki na śmieci, jeśli ta w końcu skosi swój trawnik. Na Wisteria Lane wszyscy wiedzą jak załatwiać interesy. Wszyscy, bez wyjątku. (...) nie kończą się, póki nie przyniosą efektu.

Na przedmieściach można spotkać różne kobiety. Takie, które w koszulach nocnych wypatrują autobusu szkolnego, i te, które w papilotach na głowie pędzą na pocztę. Takie, które jeżdżą na zakupy w T-shircie i spodniach od dresu. Wszystkie są paniami domu i nie starają się być piękne, bo to strata czasu. Tylko na przedmieściach spotkacie taką kobietę. Będzie się starała wyglądać pięknie, jeśli zjawi się ktoś wart jej starań.

Na tej ulicy musisz odróżniać wścibstwo od bycia miłym.

Te pytania zadają sobie wszyscy. „Czy ufam moim sąsiadom?”, „Czy mogę liczyć na sąsiadkę?” „Czy ta para z naprzeciwka pomoże mi w potrzebie?” Na dobrych sąsiadach można polegać. Świetni sąsiedzi robią to, co im się każe. (...) Lecz jeśli stracimy do nich zaufanie, to może czas na wyprowadzkę?

Na przedmieściach mieszka wielu rodziców, a każdy ma własne metody wychowawcze. Jedni dyscyplinują, inni pocieszają, następni negocjują. Łączy ich jednak jedno: uwielbiają oceniać innych rodziców. Każdy rodzic ma własne metody wychowawcze, ale każdy obawia się, że popełnia błąd.

Mieszkańcy Wisteria Lane są bardzo lojalni, ale zdarza się, że ich lojalność jest wystawiana na próbę. Przez chęć niesienia pomocy cierpiącemu przyjacielowi. Przez konieczność dochowania tajemnicy. Przez różne kierunki, w jakich toczy się życie. I czasem, gdy jeden test lojalności się kończy, kolejny się zaczyna.

W różnorodnym świecie podmiejskich osiedli każdy szuka sposobu, by nawiązać kontakt. Mieszkańcy zabijają samotność rozmową, dzielą się starymi skarbami z młodszymi kolegami, pomagają sąsiadom w przeprowadzce.

Mieszkańcy Wisteria Lane są wykwalifikowani w sztuce tuszowania. Wiedzą, jak ukryć dowody druzgocącego rozstania, wynagrodzić to, czego możliwe, że ich dzieciom brakuje, oszczędzić ukochanym odrzucenia życia, którego nie popierają. Ale dla niektórych sztuka ukrywania jest zbyt kosztowna i tak zostają oni zmuszeni do ujawnienia prawdy. Nawet w obliczu zmierzenia się z ryzykiem niepewnej przyszłości.

Nic tak nie uspokaja jak nocne odgłosy Wisteria Lane. Dźwięk programu telewizyjnego u sąsiada, bzyczenie lamp czy śpiewy nocnych ptaków. Na Wisteria Lane jest tak spokojnie, że nawet najmniejszy hałas może zaniepokoić. Nigdzie nie jest spokojniej niż nocą na Wisteria Lane, chyba że ktoś się zjawi i zburzy spokój.

## Zarząd
- Trzy lata po śmierci Mary Alice Young jej przyjaciółki napomknęły, że to ona zajmowała stanowisko prezesa „związku właścicieli” na uliczce[1]. Była nim prawdopodobnie od lat 90. XX wieku do swej śmierci w roku 2004. Do 2007 roku miejsce prezesa było puste.
- Zajęła je Katherine Mayfair dzięki wyborom i głosowaniu przeprowadzonemu wśród mieszkańców. Dzierżyła je przez osiem lat (do 2015 roku), aż do swego wyjazdu do Paryża.
- Po niej, prezesem została Lynette Scavo[2]. Kobieta sprawowała swoją funkcję przez dwa lata, do momentu wyprowadzenia się do Nowego Jorku z rodziną[3].
- Po roku 2017 fotel prezesa związku jest pusty, lub zajęła go nieznana nam osoba.

## Wygląd domów

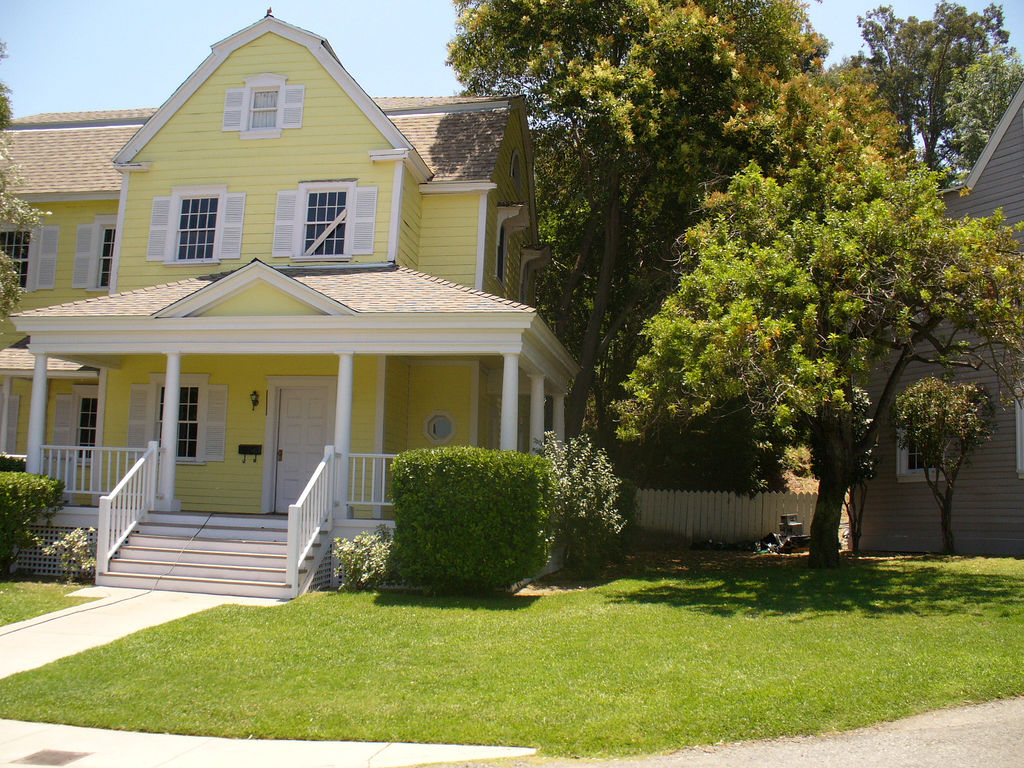
4346 Wisteria Lane
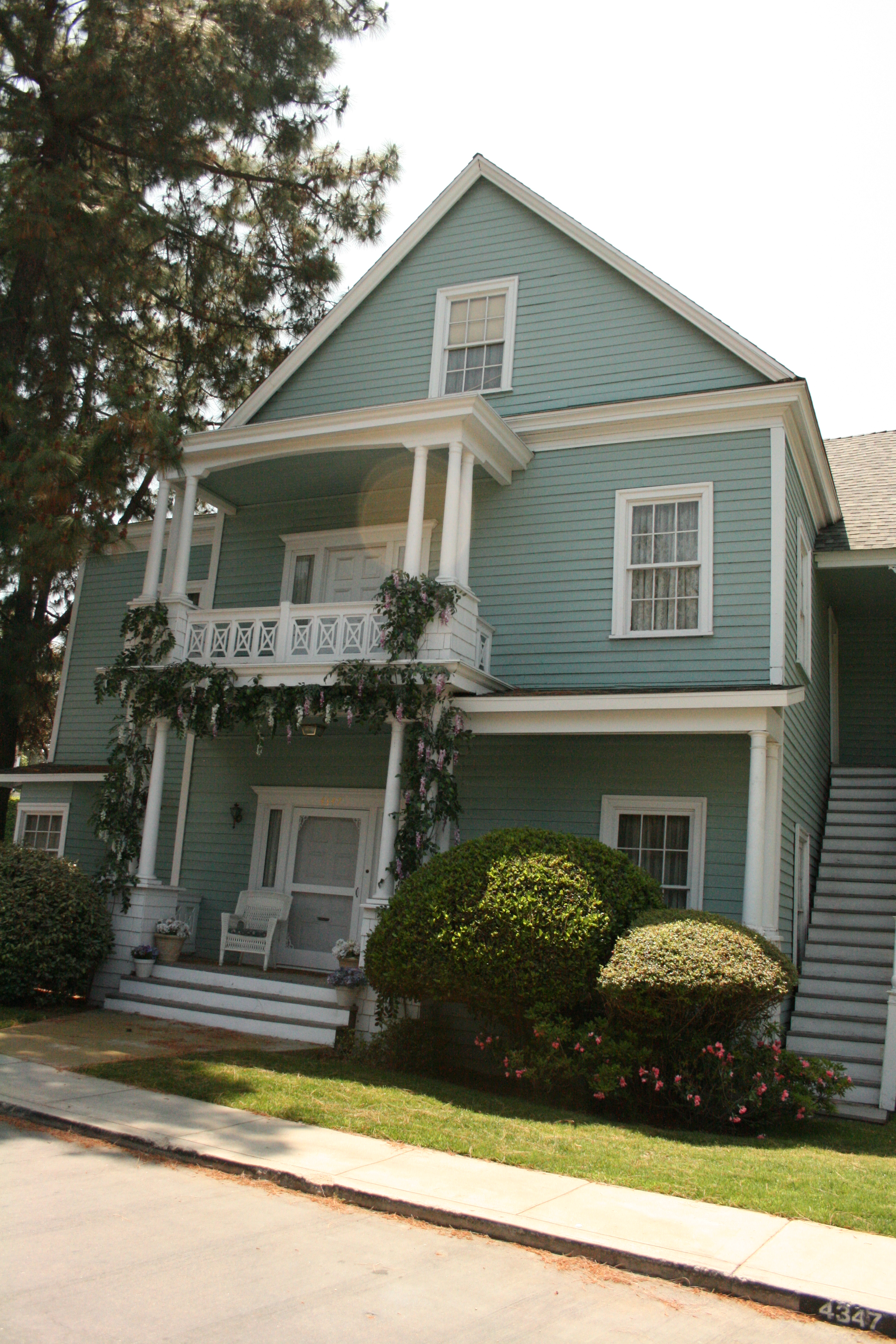
4347 Wisteria Lane
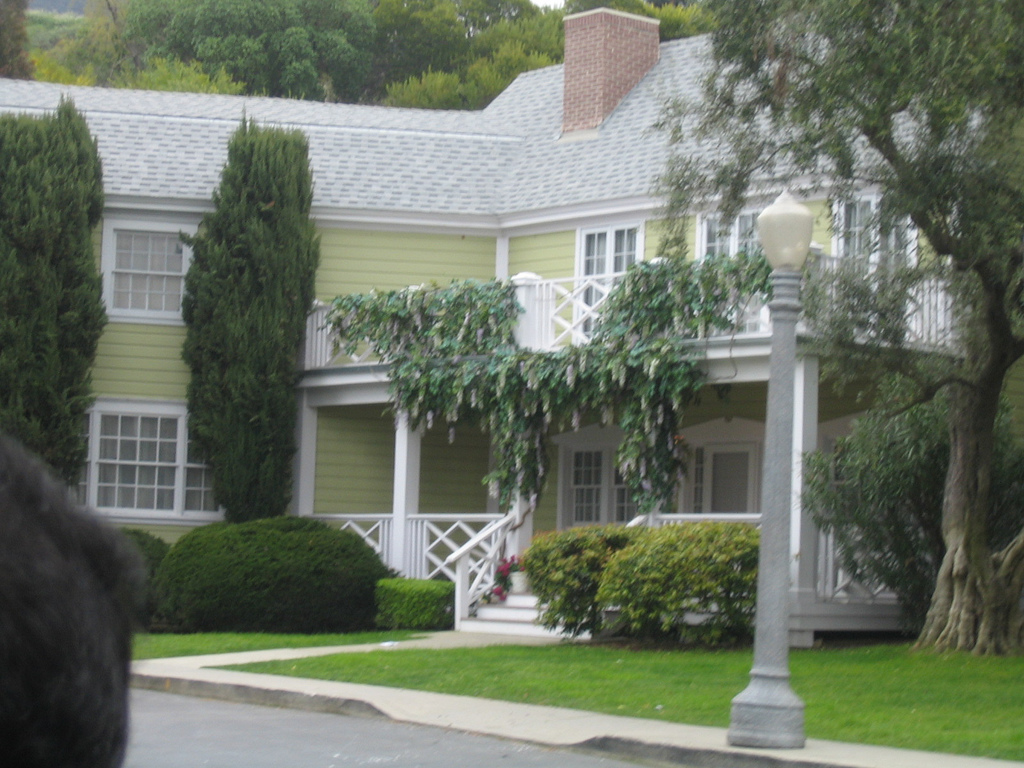
4348 Wisteria Lane
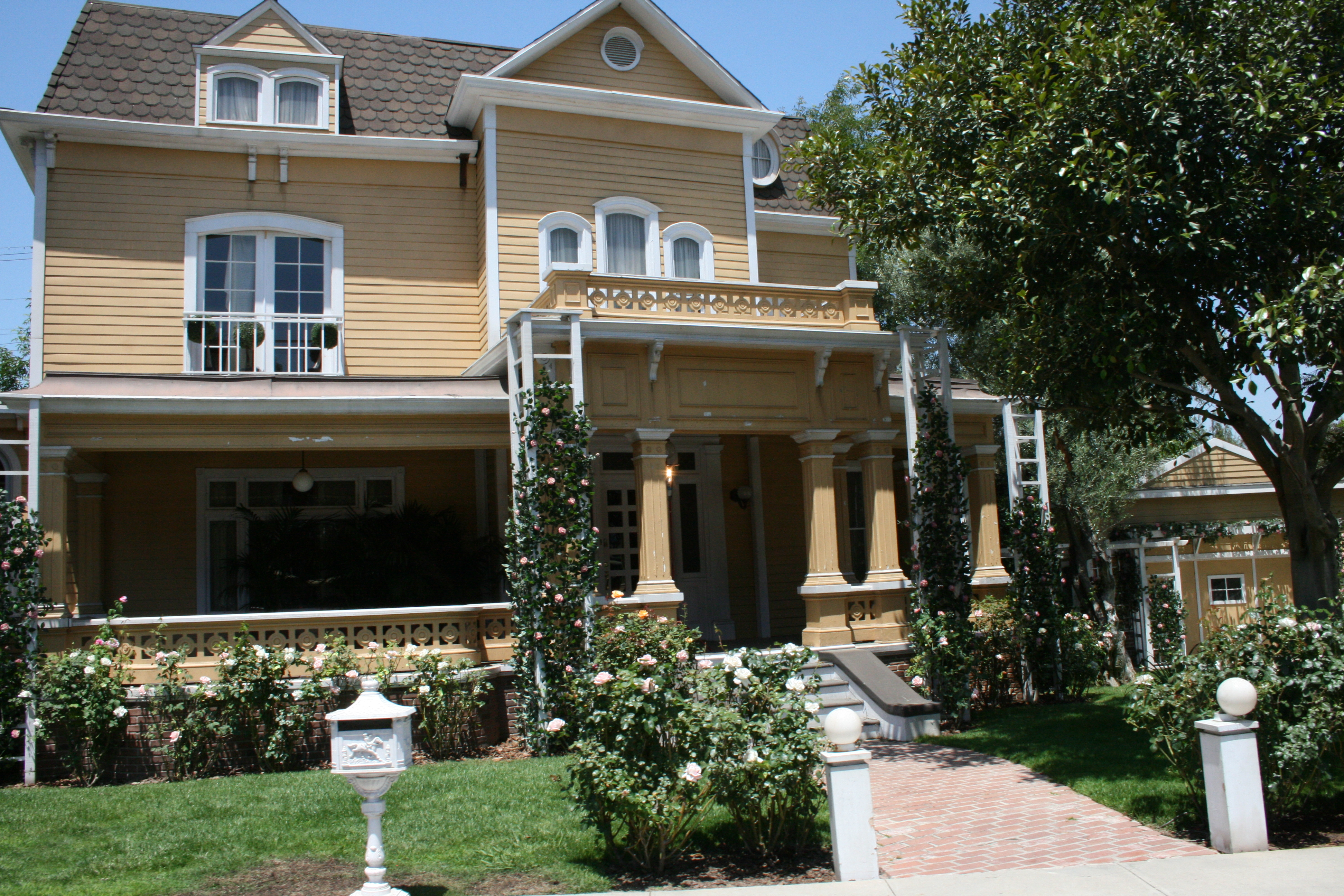
4349 Wisteria Lane
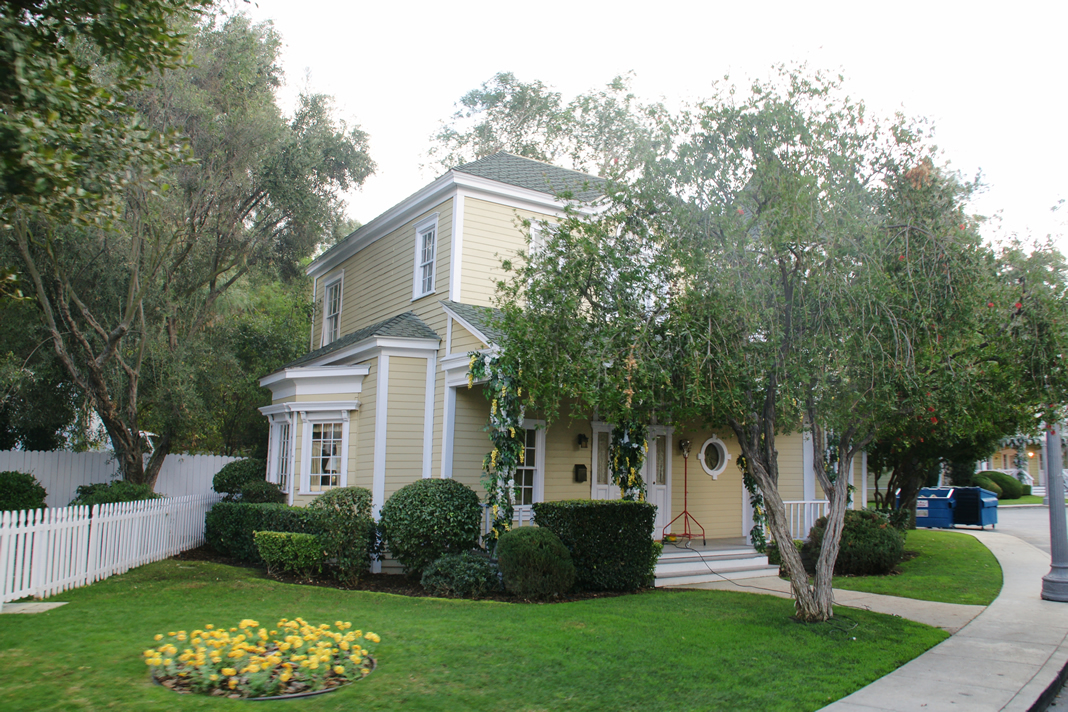
4350 Wisteria Lane

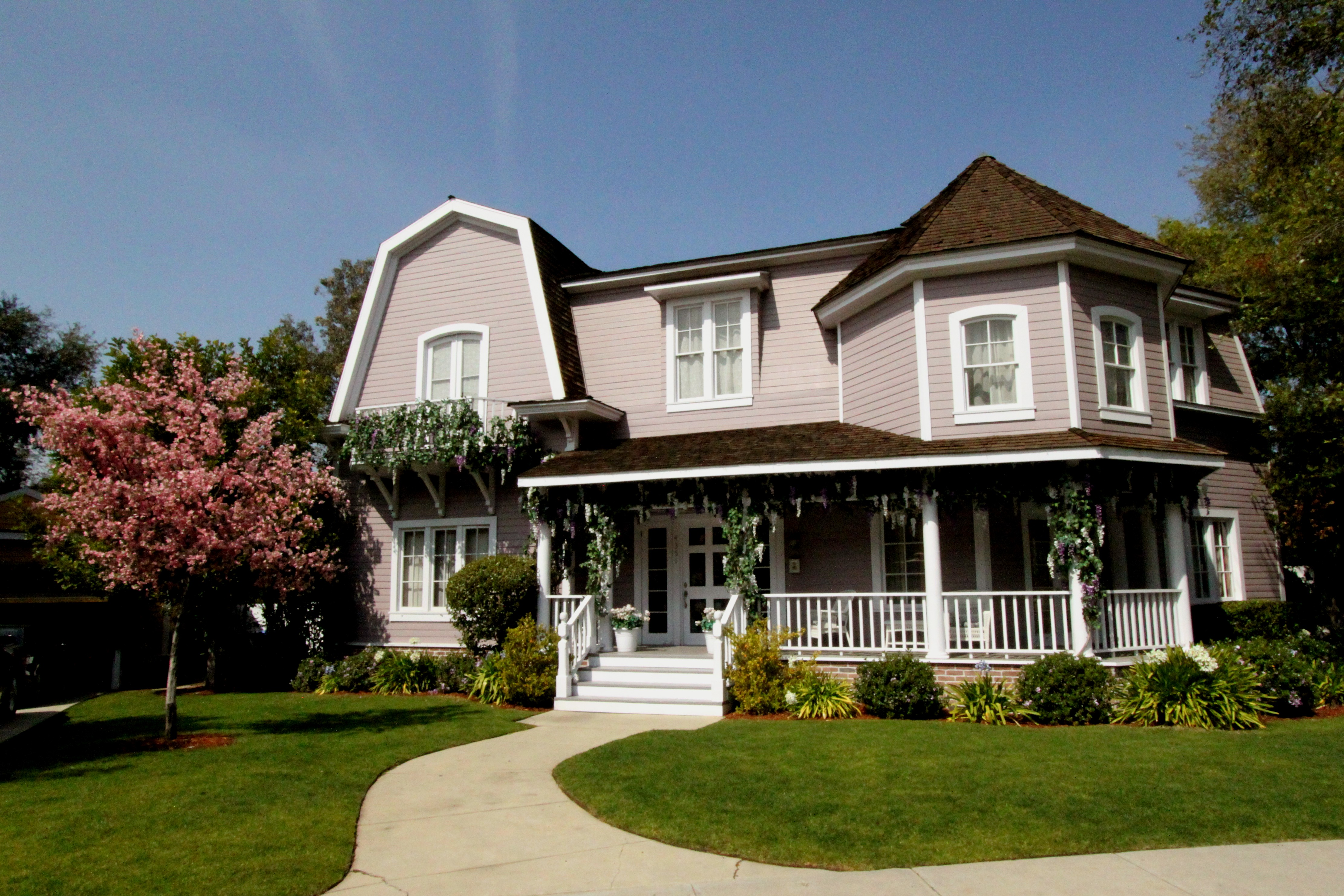
4351 Wisteria Lane
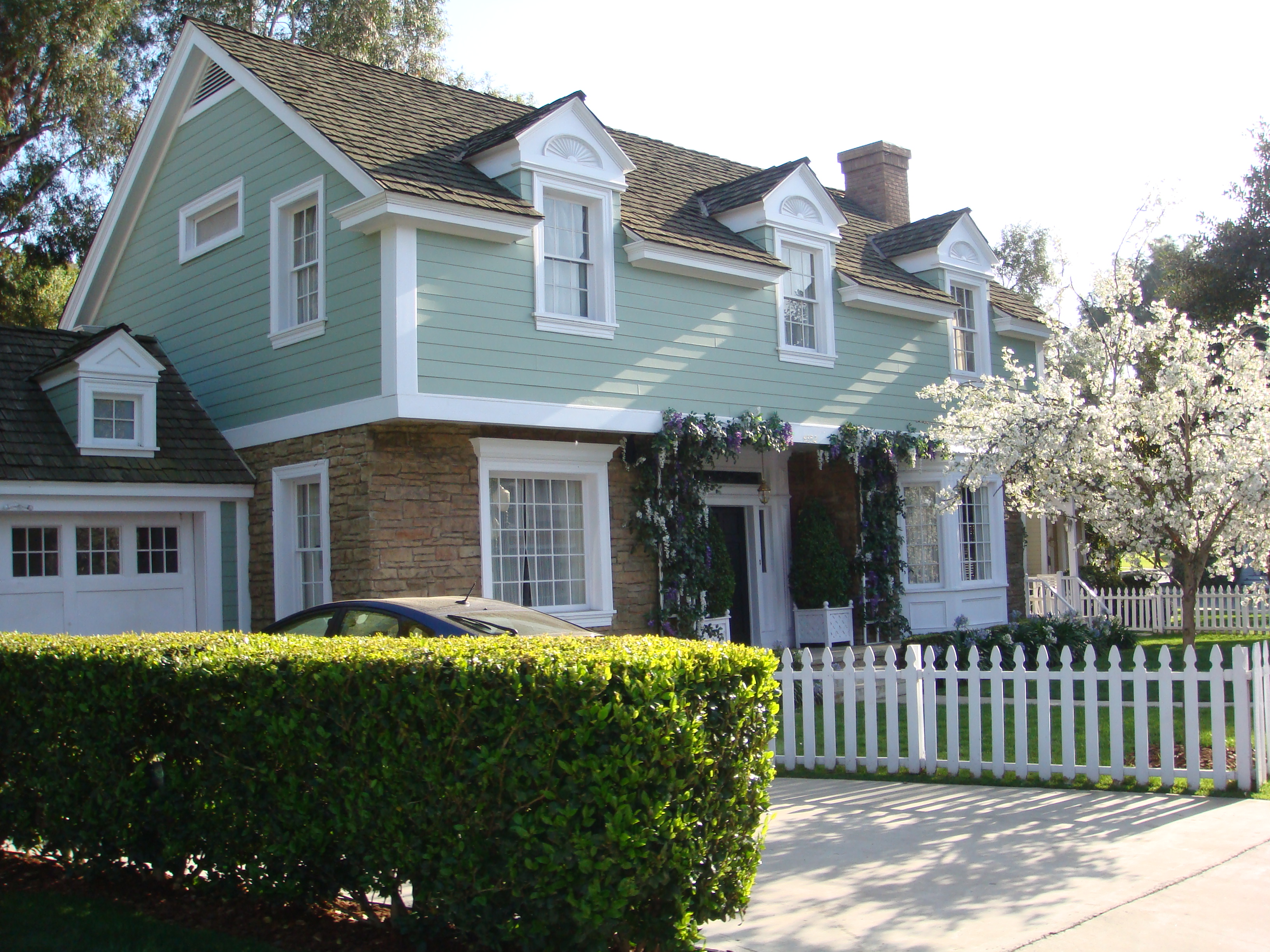
4352 Wisteria Lane
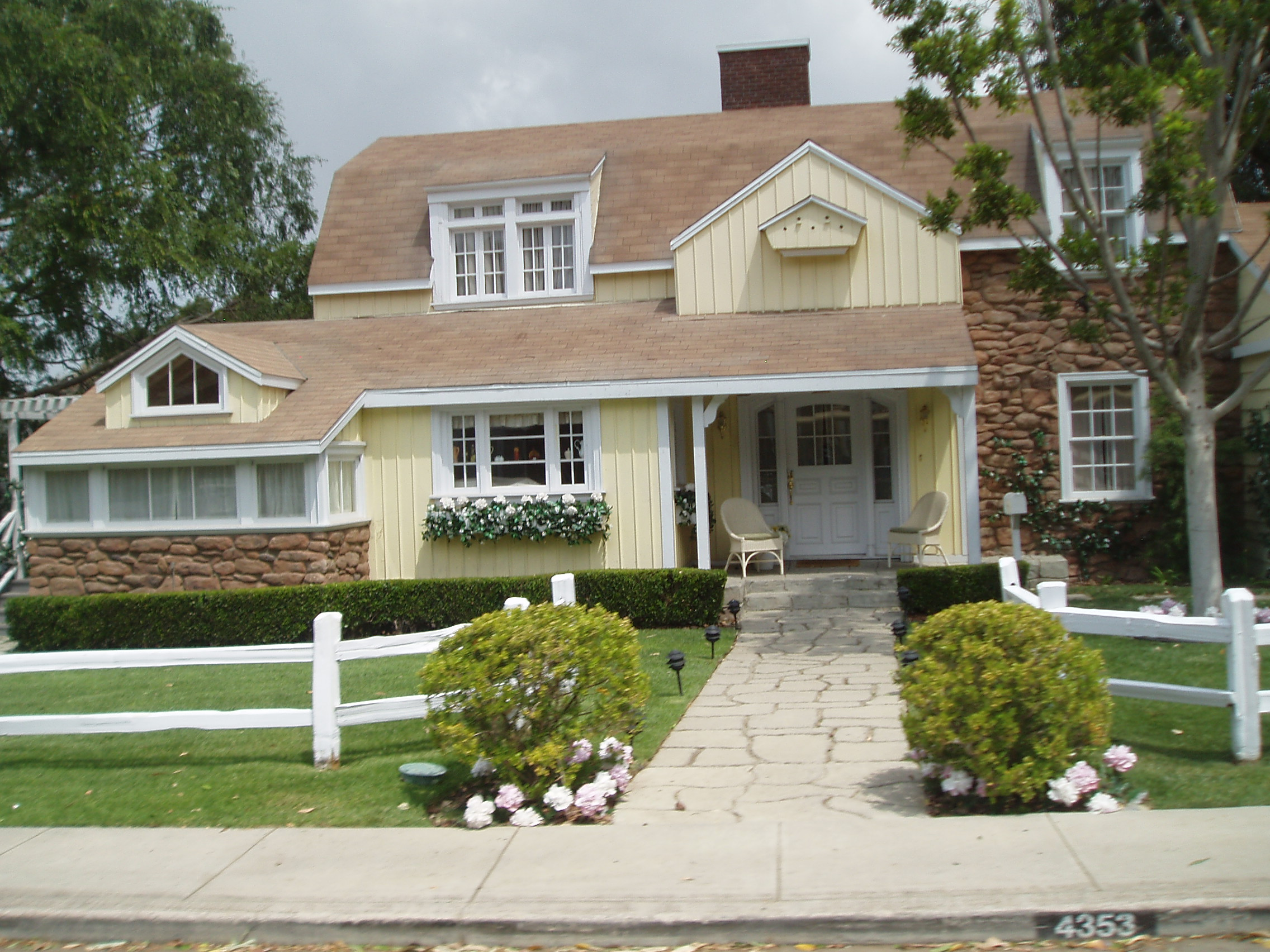
4353 Wisteria Lane
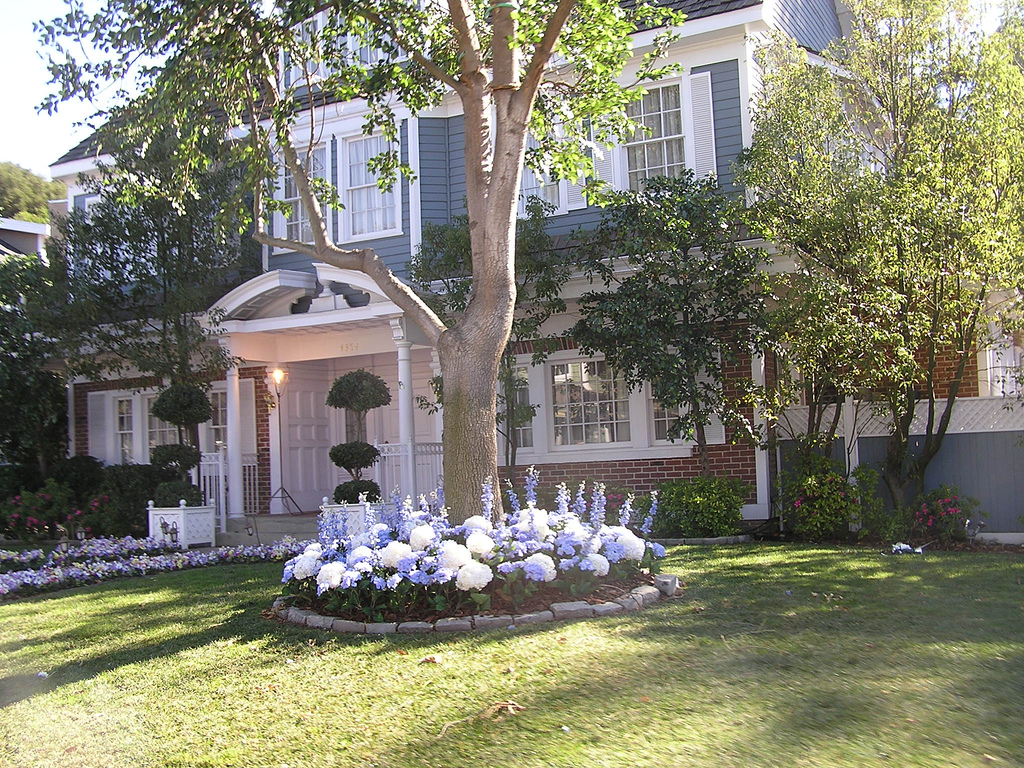
4354 Wisteria Lane
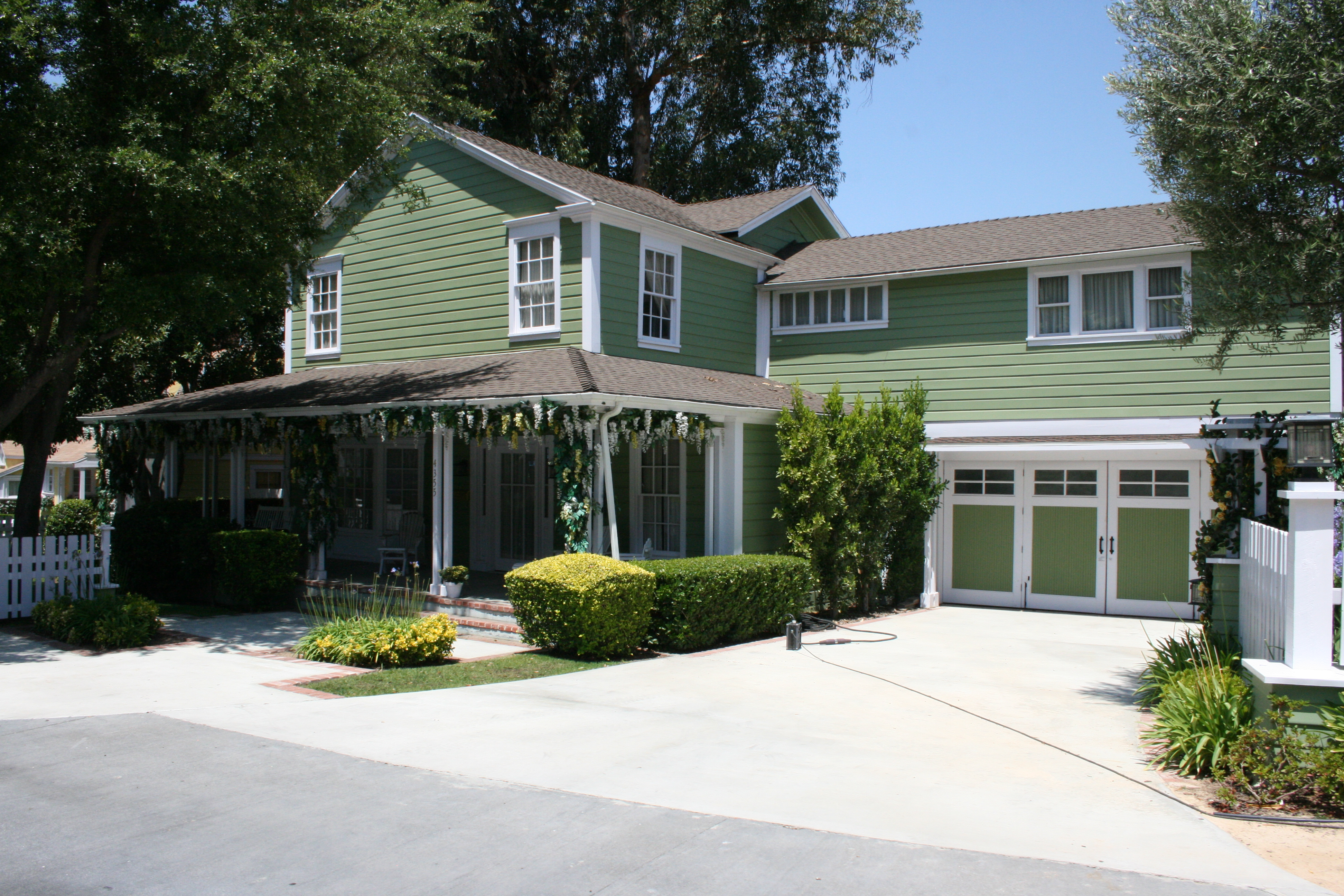
4355 Wisteria Lane

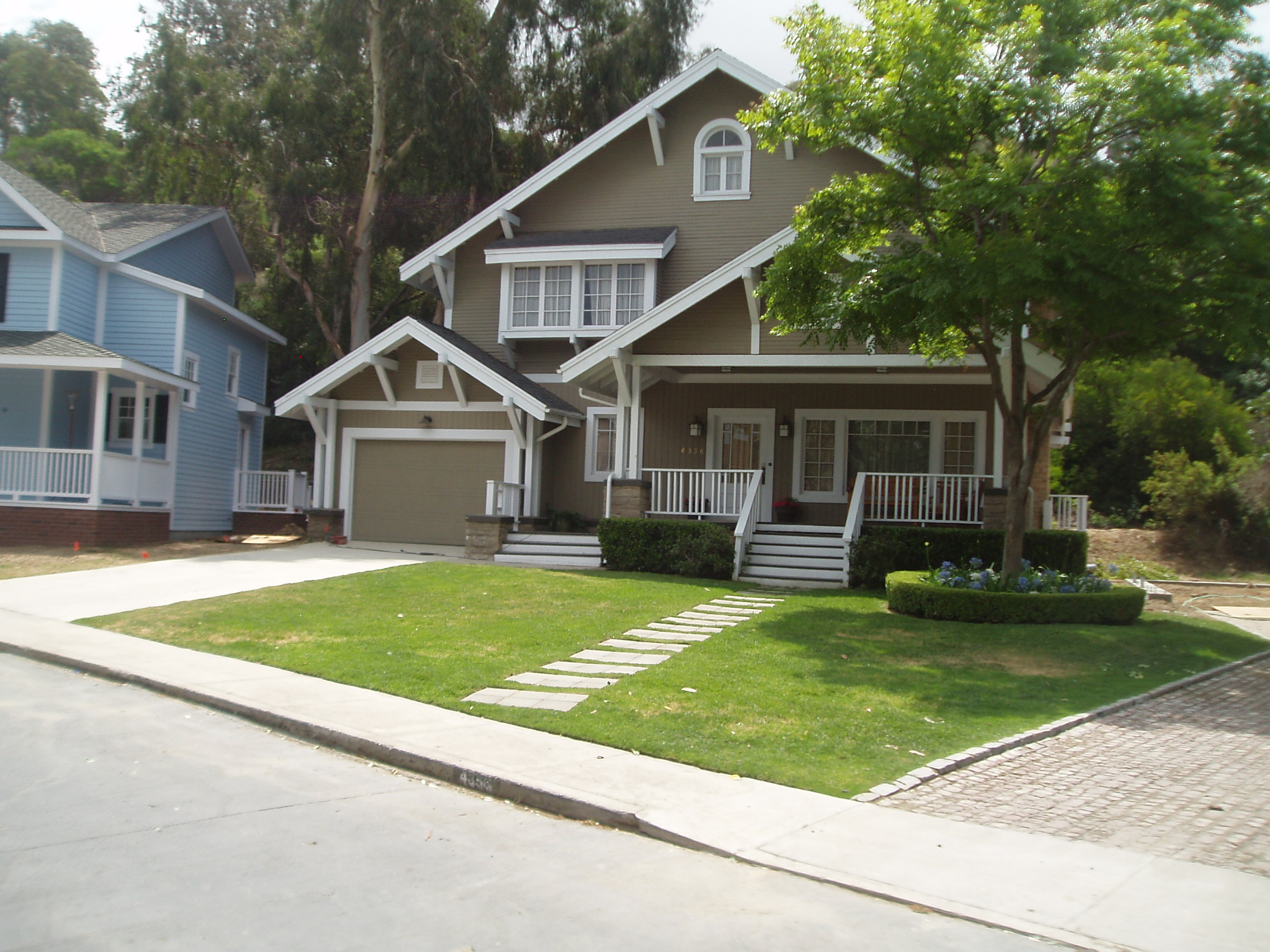
4356 Wisteria Lane
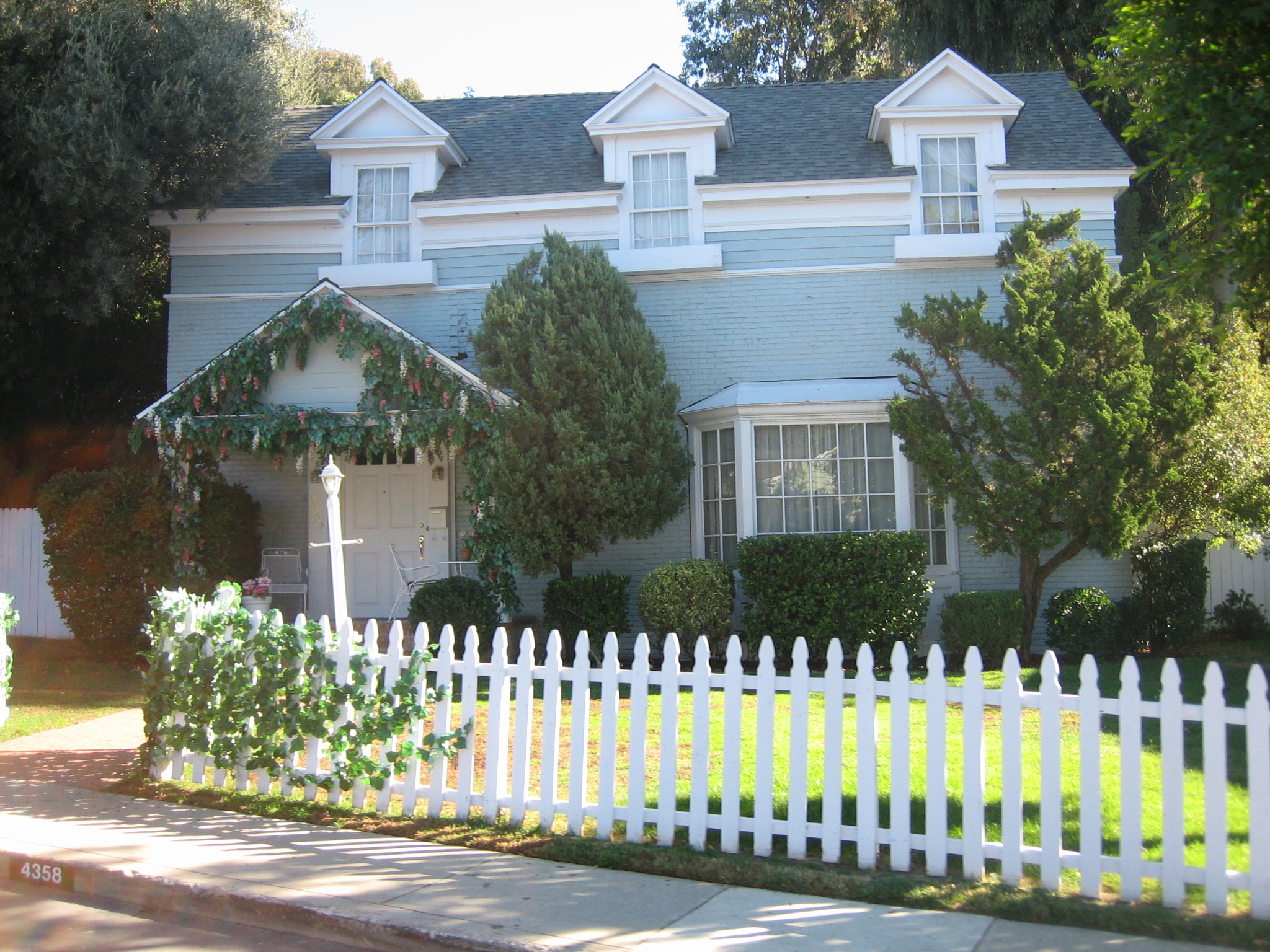
4358 Wisteria Lane (stary dom)
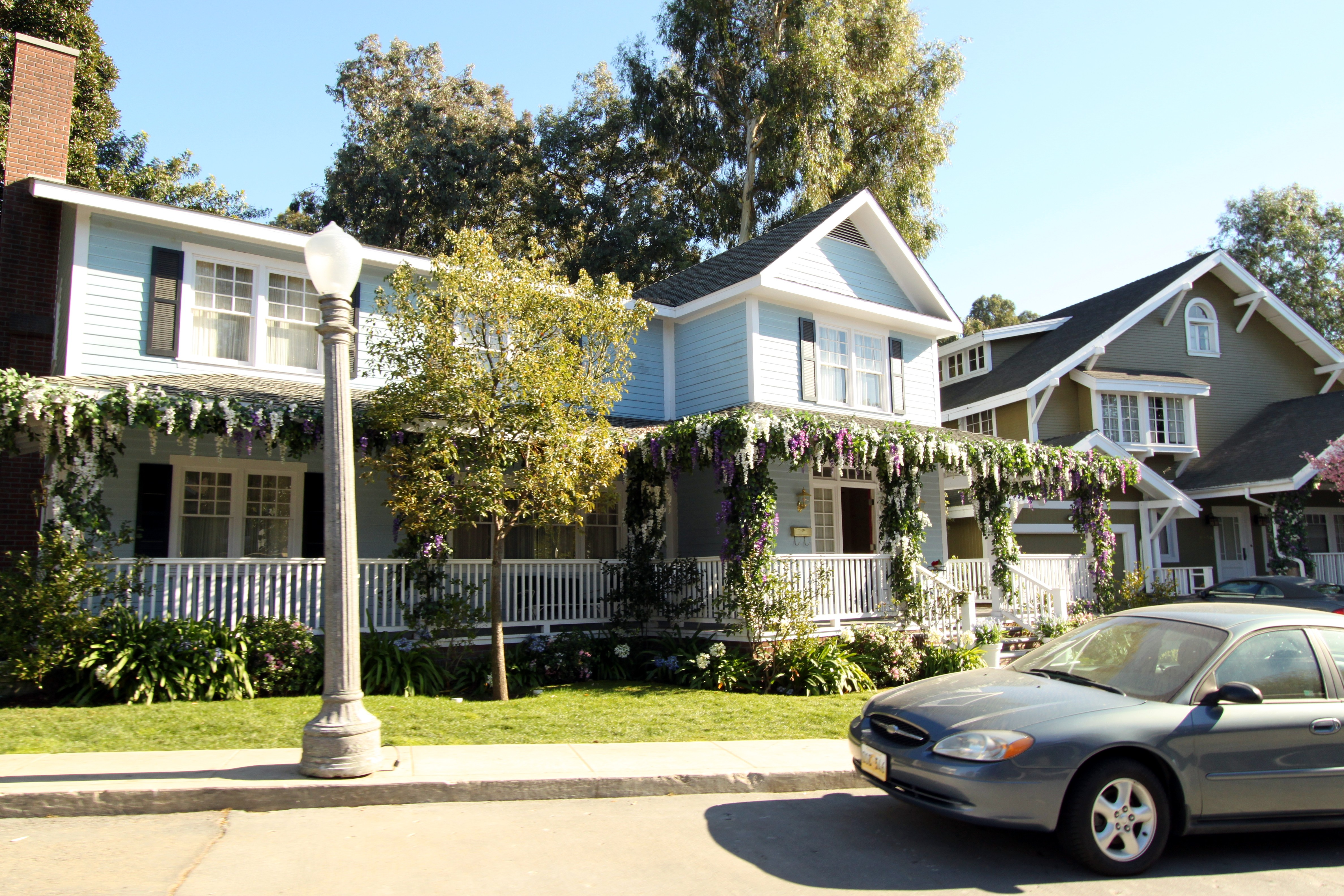
4358 Wisteria Lane (nowy dom)
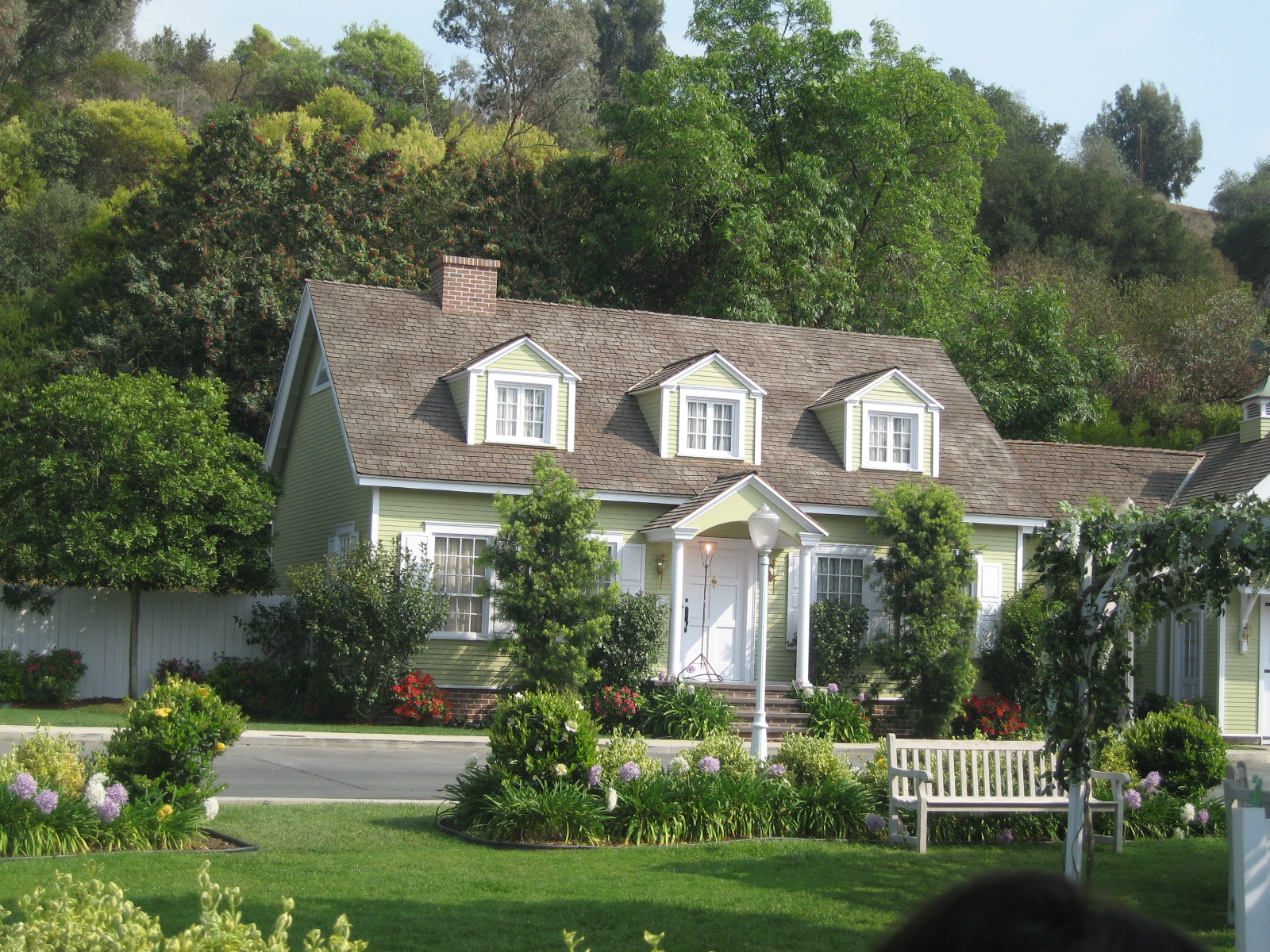
4360 Wisteria Lane
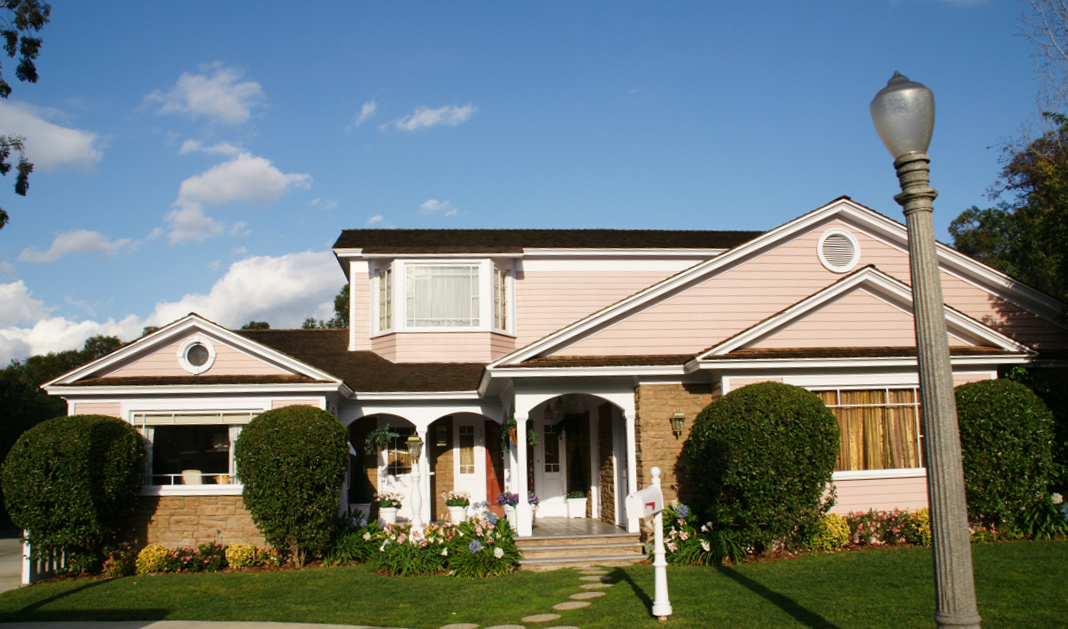
4362 Wisteria Lane

## Legenda
Informacje na temat mieszkańców poszczególnych domów:

### 2030 Wisteria Lane
- Mieszkali tam Carol i Addison Prudy[4].

### 4346 Wisteria Lane
| Sezon | Mieszkaniec/mieszkanka                                                                                   |
| ----- | --- |
| 3     | Mieszkało tam pewne małżeństwo                                                                           |
| 4     | Przed tym domem pokazano ok12-letnią Edie Britt w jej retrospekcji tuż przed zerwaniem z Carlosem Solis. |
| 5     | Mona Clark przez jakis czas mieszkała w tym domu.                                                        |

### 4347 Wisteria Lane
| Sezon | Mieszkaniec/mieszkanka |
| ----- | --- |
| 1 − 4 | Ida Greenberg mieszkała w tym domu przez wiele długich lat, aż do tornada. Mieszkał tam również jej mąż, ale nie wiemy kiedy zmarł i jak miał na imię. |
| 1 − 4 | Karen McCluskey wprowadziła się do domu zmarłej Idy po tym, jak jej własny dom został zburzony przez tornado.                                          |
| 1 − 4 | Karen ostatecznie przeniosła się do swojego starego domu, gdy został odbudowany.                                                                       |
| 6     | Mieszkała tam też nieznana bliżej kobieta z córką i synem w wieku 7 do 10 lat.                                                                         |
| 6 − 8 | Obecnie mieszka tam Mitzi Kinsky, matka bezpłodnego syna i córki − lesbijki.                                                                           |

### 4348 Wisteria Lane
| Sezon | Mieszkaniec/mieszkanka                                                          |
| ----- | ------------------------------------------------------------------------------- |
| 5     | Przez wiele lat mieszkała w tym domu Rose Kemper.                               |
| 5     | Po włamaniu Orsona, pomówił ją o demencję i została umieszczona w domu starców. |

### 4349 Wisteria Lane
| Sezon | Mieszkaniec/mieszkanka |
| ----- | --- |
| 1 − 2 | Dom zajmowali, od 2003 roku, Gabrielle i Carlos Solis. |
| 1 − 2 | Trzy lata później, Carlos wyprowadził się do hotelu, |
| 3     | Gabi wszczęła z nim sprawę rozwodową, przez co Carlos powrócił do swojego starego domu, do czasu zakończenia rozwodu.                                                                  |
| 4     | Rok później, kilka dni po śmierci Victora Lang'a, Gabrielle ponownie wzięła ślub z Carlosem i „nowy – stary” mąż Gabi ponownie wprowadził się do domu.                                 |
| 4     | Krótko potem zamieszkała też z nimi Ellie Leonard. |
| 5     | W czasie pięciu lat jakie minęły od śmierci Ellie, Gabi urodziła dwie córki, Juanitę (lat 4 i pół) i Celię (lat 3 i pół).                                                              |
| 5     | Kolejny rok później, do Solisów wprowadziła się kuzynka II stopnia Carlosa, Ana Solis.                                                                                                 |
| 6     | Sześć do siedmiu miesięcy później, Ana wyprowadziła się do Nowego Jorku by pracować tam jako modelka w agencji załatwionej przez Gabrielle.                                            |
| 8     | Dwa lata później Gabrielle zdecydowała się na remont salonu w swoim domu gdy Carlos był na odwyku alkoholowym. Zwłaszcza zależało jej na zmianie wykładziny pod którą była plama krwi. |
| 8     | Po remoncie, na kilka dni wprowadził się do niej Roy Bender. |
| 8     | W roku 2018 Solisowie przeprowadzili się do Kalifornii. |

### 4350 Wisteria Lane
| Sezon      | Mieszkaniec/mieszkanka |
| ---------- | --- |
| Przeszłość | Przez wiele lat mieszkała w tym domu Martha Huber wraz z mężem, który zmarł przed marcem 1990 roku.                                            |
| 1          | Trzy do czterech miesięcy po śmierci Mary Alice, Martha została zamordowana.                                                                   |
| 1          | Niedługo po tym wydarzeniu, do jej domu wprowadziła się siostra zmarłej, Felicia Tilman.                                                       |
| 2          | Półtora roku później, Felicia uciekła z uliczki, w tajemnicy przed innymi i tylko Karen McCluskey widziała ją tamtej nocy.                     |
| 4          | Rok później, dom ten kupiła rodzina Adams. |
| 5          | Sześć lat później wystawili ten dom na sprzedaż.                                                                                               |
| 5          | Dom kupiła Bree Hodge, ale podarowała go swemu synowi Andrew Van De Kampowi oraz i jego narzeczonemu, Alexandrowi Cominis jako prezent ślubny. |
| 7          | Dwa lata później, Alex wyprowadził się. |
| 8          | Rok po wyprowadzeniu się Alexa, Andrew stracił dom, który został prawdopodobnie zlicytowany za długi po stracie pracy.                         |

### 4351 Wisteria Lane
Z pokoju na piętrze domu Applewhite’ów, roztaczał się najpiękniejszy widok na całą Wisteria Lane. Z okien widać było dom Mike’a Delfino na końcu ulicy i stary dom pani Huber na drugim końcu. (...)

| Sezon | Mieszkaniec/mieszkanka |
| ----- | --- |
| 1     | Mieszkało w tym domu małżeństwo Mullins, ale wyprowadzili się oni rok po śmierci Mary Alice.                                                           |
| 1     | Korzystając z okazji, Betty Applewhite kupiła ten dom od Mullinsów przez telefon i wraz ze swoimi synami, Calebem i Matthew, wprowadziła się do niego. |
| 2     | Rok później, Betty wraz z synem Calebem opuścili Wisteria Lane.                                                                                        |
| 3     | Siedem do ośmiu miesięcy później, posiadłość kupiła była żona Orsona Hodge'a, Alma Hodge.                                                              |
| 3     | Po tym jak Bree wyrzuciła Glorię, ta zamieszkała z Almą.                                                                                               |
| 3     | Alma spadła z dachu swego domu i zmarła z powodu Glorii.                                                                                               |
| 3     | Sparaliżowaną Glorię umieszczono w szpitalu. |
| 4     | W domu zamieszkali Bob Hunter i Lee McDermott, homoseksualna para z Chicago.                                                                           |
| 6     | Osiem lat później, w 2015, Lee wyprowadził się od Boba wskutek ich problemów z adopcją dziecka.                                                        |
| 7     | Pół roku później, Lee wrócił jednak do domu Boba po tym, jak Gabrielle ich pogodziła.                                                                  |
| 7     | Następnie mężczyźni sprzedali swój dom Paulowi Young po tym, jak ten ich oszukał w sprawie domu przy 4347 Wisteria Lane.                               |
| 7     | Pomimo tego, geje mieszkali tam dalej. |
| 7     | Wkrótce do mężczyzn dołączyła ich adoptowana 12-letnia córka, Jenny Hunter − McDermott.                                                                |

### 4352 Wisteria Lane
| Sezon      | Mieszkaniec/mieszkanka |
| ---------- | --- |
| Przeszłość | Dom zajmowali od 1990 roku Mary Alice i Paul, wraz z synem Zacharym Young.                                                                         |
| 1          | Czternaście lat później Mary Alice popełniła samobójstwo.                                                                                          |
| 2          | Dwa lata po tym jak żona Paula się zabiła, mąż denatki poszedł do więzienia.                                                                       |
| 2          | Zach wyprowadził się do rezydencji dziadka od strony matki.                                                                                        |
| 3          | Siedem do ośmiu miesięcy później, dom nabył Arthur Shepherd i zamieszkał w nim z chorą siostrą Rebeccą.                                            |
| 3          | Wkrótce jednak Rebecca zmarła a Arthur został zmuszony do wyprowadzenia się przez mieszkańców uliczki.                                             |
| 4          | Rok później Edie sprzedała dom nowej parze, małżeństwu Hudson, którzy zapłacili za dom 10% więcej niż cena podana w ofercie.                       |
| 5          | Pięć lat później Dave Williams skorzystał z okazji i odkupił od rodziny Hudsonów ten dom. Wynajął go, jako anonimowy właściciel, Mike'owi Delfino. |
| 5          | Kilka miesięcy później Mike wyprowadził się do domu Katherine.                                                                                     |
| 6          | Następnie dom sprzedano państwu Bolen. Angie i jej małżonkowi Nickowi z synem Dannym.                                                              |
| 6          | Około dziewięć miesięcy później wyprowadzili się z niego.                                                                                          |
| 7          | Dom, niemal natychmiast po Bolenach, ponownie kupił Paul Young, ale się tam nie przeprowadził.                                                     |
| 7          | Właściciel wynajął za to dom Derekowi Yeagerowi, swemu eks współwięźniowi, ale mężczyzna długo w nim nie mieszkał.                                 |

### 4353 Wisteria Lane
| Sezon      | Mieszkaniec/mieszkanka |
| ---------- | --- |
| Przeszłość | Dom zajmowali od 1992 roku Susan i Karl, wraz z córką Julie Mayer.                                                                                               |
| Przeszłość | Jedenaście lat później Susan wyrzuciła Karla z domu i rozwiodła się z nim. Julie została, decyzją sądu, z matką.                                                 |
| 1          | Kilka miesięcy po śmierci Mary Alice, z Susan na krótko zamieszkała jej matka, Sophie Bremmer.                                                                   |
| 2          | Rok po odejściu Sophie, Edie Britt spaliła dom Susan. |
| 2          | Julie z matką zamieszkały u Bree a następnie w przyczepie przed swoim domem.                                                                                     |
| 3          | Sześć miesięcy później Susan obudowała swój dom, zmieniając nieco lewą stronę, gdzie powstała jadalnia.                                                          |
| 3          | Kolejne sześć miesięcy później, Mike Delfino zamieszkał z Susan i Julie, jako jej drugi mąż.                                                                     |
| 4          | Po przejściu tornada, Bree z Orsonem i Benjaminem Hodge zamieszkali na krótko w domu państwa Delfino. W domu Hodge była akurat naprawiana wielka dziura w dachu. |
| 4          | Wkrótce do grona mieszkańców domu dołączył Maynard James „M.J.” Delfino, syn Mike’a i Susan.                                                                     |
| 4          | Natomiast Julie wyjechała do college’u. |
| 5          | Dokładnie 44 miesiące po narodzinach M.J − a, Mike wyprowadził się z powodu separacji z Susan. Dwanaście miesięcy później para podpisała rozwód.                 |
| 5          | Maynard został z matką, ponieważ jej były mąż był uległy w tej kwestii.                                                                                          |
| 6          | Rok później Mike i Susan, znowu się pobrali i zamieszkali razem. Julie na krótko dołączyła do nich jaka czwarty mieszkaniec domu.                                |
| 6          | Kilka miesięcy później, Julie wyjechała do kuzynostwa na zachodni brzeg Stanów Zjednoczonych.                                                                    |
| 6          | Niedługo potem, w jej miejsce pojawiła się krótko Robin Gallagher, która to sama później wybrała mieszkanie z Katherine.                                         |
| 6          | Osiem do dziewięciu miesięcy po drugim ślubie, Delfino wyprowadzili się z domu ze względu na kłopoty finansowe. Nowym najemcą domu stał się Paul Young           |
| 7          | Wraz z Paulem zamieszkała jego nowa żona, Beth. |
| 7          | Pół roku później wyrzucił ją za próg. |
| 7          | Jakiś cas potem Paul spakował się i trafił ponownie do więzienia.                                                                                                |
| 7          | Mike, Susan i M.J. Delfino powrócili do domu, dokładnie w rok po tym jak musieli go opuścić.                                                                     |
| 8          | Osiem miesięcy po tym fakcie Mike został zastrzelony przed progiem swojego domu i zmarł w wyniku obrażeń.                                                        |
| 8          | W jego miejsce sprowadziła się Julie Mayer by pocieszać matkę, po stracie ojczyma.                                                                               |
| 8          | Siedemnaście kilkanaście tygodni po śmierci Mike’a, Susan wyprowadziła się na stałe z domu z Wisteria Lane, wraz z najbliższymi.                                 |
| 8          | Budynek kupiło małżeństwo Steve’a i Jennifer. |

### 4354 Wisteria Lane
| Sezon        | Mieszkaniec/mieszkanka |
| ------------ | --- |
| Przeszłość   | Dom zajmowali, od 1994 roku, Bree i Rex Van De Kamp'owie wraz z dziećmi, Danielle i Andrew. |
| 1            | Dziesięć lat później Rex wyprowadził się na krótki czas, po czym wrócił ze względu na Andrew. |
| 1            | Kilka miesięcy po powrocie, zmarł w szpitalu na zawał serca powstały w wyniku otrucia. |
| 2            | W związku z tym Phyllis Van De Kamp, matka Rexa, zamieszkała z Bree na kilka dni, na okres pogrzebu i żałoby a po krótkim czasie została wyrzucona przez byłą synową. |
| 2            | Niemalże rok później Andrew został wyrzucony z domu. Zamieszkał na ulicach Fairview. |
| 3            | Pół roku później, do domu Bree wprowadził się jej drugi narzeczony a krótko potem mąż, Orson Hodge. |
| 3            | On też nakłonił Andrew, do powrotu do domu. |
| 3            | Za Orsonem, Bree sprowadziła do siebie swoją drugą teściową, Glorię. |
| 3            | Po ostrej kłótni, wywołanej przez Glorię, Bree wyrzuciła na kilka dni z domu swego męża. |
| 3            | Wrócił do niej, gdy wyjaśnił jej pewne kwestie w swym gabinecie stomatologicznym. |
| 3            | Bree wyrzuciła z kolei ze swojego domu drugą teściową. |
| 3            | Kilka tygodni później Danielle została wysłana przez Bree do lokalnego zakonu, z powodu zajścia w ciążę z Austinem. |
| 4            | Ciężarna Danielle powróciła do rodzinnego domu, ale na krótko. |
| 4            | Tuż po porodzie oddała noworodka płci męskiej swej matce na wychowanie i opuściła Fairview. |
| 4            | Następnie sam Andrew się wyprowadził z domu i wynajął mieszkanie w uboższej dzielnicy miasta. |
| 4            | Wkrótce po tym zdarzeniu, Fairview nawiedziło tornado, które przeszło przez Wisteria Lane. Wyrwało ono dziurę w dachu budynku. |
| 4            | Na okres remontu, państwo Hodge zamieszkali w domu państwa Delfino. |
| Między 4 a 5 | Orson poszedł do więzienia na trzy lata, za to, że celowo poturbował kiedyś Mike’a Delfino. Stracił przy tym licencję na wykonywanie zawodu stomatologa. |
| Między 4 a 5 | Bree założyła oficjalną firmę kateringową z Katherine Mayfair, w której menedżerem został Andrew. |
| Między 4 a 5 | Niestety po odejściu Orsona, pomimo niedawnego leczenia odwykowego znów zaczęła pić. Najpierw umiarkowane ilości wina. Po tym jak Danielle zabrała swojego syna do własnego domu bo była już mężatką, straciła hamulce. Katherine wprowadziła się do domu Bree na czas leczenia sąsiadki z uzależnienia |
| Między 4 a 5 | Wnętrze domu i miejsce gdzie stał garaż przeszły gruntowny remont. |
| 5 − 6        | Przez cztery lata od swojego wyjścia z więzienia, Orson mieszkał z Bree. Po tym czasie wyprowadził się od niej z powodu sprawy Andrew. |
| 7            | Wkrótce też Orson i Bree się rozwiedli a Orson zostawił jej dom. |
| 7            | Do domu wprowadził się za to kilka miesięcy później jej nowy chłopak, Keith Watson. W tym samym czasie, ale tylko przez kilka dni mieszkał z nimi także Orson. |
| 7            | Po tym jak Keith dowiedział się, że ma 6 − letniego syna, Charliego Jamesa (Sayeed Shahidi), wyprowadził się od Bree by mieszkać z nim i jego matką na Florydzie. |
| 7            | Gabrielle, Celia i Juanita wprowadziły się na krótko do Bree po tym, jak Gabi i Carlos pokłócili się o to, kogo bardziej Gabi woli do towarzystwa |
| 8            | W dniu w którym rodzina Delfino wróciła do swojego starego domu po rocznej nieobecności na uliczce, Tom Scavo wprowadził się na pierwsze piętro byłej zewnętrznej kuchni Bree - tam, gdzie kiedyś był jej garaż.                                                                                        |
| 8            | Miesiąc później, opuścił to miejsce. |
| 8            | Po tym jak Bree chciała się zabić, Renee Perry wprowadziła się na kilka dni do Bree by zapobiec jej dalszym próbom samobójczym i mieć nad nią nadzór. |
| 8            | Ok. dwóch miesięcy później Bree pozwoliła zamieszkać u siebie swemu synowi Andrew Van De Kamp z powodu jego problemów finansowych. |
| 8            | W roku 2020, czyli dwa lata po wyprowadzeniu się Solisów z uliczki, Bree z trzecim mężem Tripem Westonem przenieśli się do Louisville w Kentucky, gdzie gospodyni z sukcesem zaangażowała się w stanową politykę z ramienia partii republikańskiej.                                                     |
| 8            | Miejsce zamieszkania Andrew nie zostało wzmiankowane. |

### 4355 Wisteria Lane
| Sezon              | Mieszkaniec/mieszkanka |
| ------------------ | --- |
| Przeszłość do s. 8 | Dom zajmowali, od 1998 roku, Lynette i Tom Scavo. |
| Przeszłość do s. 8 | W tym samym roku na świat przyszli ich synowie, bliźnięta Preston i Porter. |
| Przeszłość do s. 8 | Rok później, kolejny syn Parker. |
| Przeszłość do s. 8 | Cztery lata później, w 2004 roku, urodziła im się córka Penny. |
| 3                  | W 2007 roku, do domu przybyła Kayla Huntington (później Scavo), nieślubna córka Toma. |
| 3                  | Kilka miesięcy później zamieszkała z nimi matka Lynette, Stella. |
| 4                  | Przebywała tam przez kilka miesięcy, po czym wyprowadziła się do swego byłego męża Glena Wingfielda. |
| 4                  | Kayla musiała także opuścić Wisteria Lane i zamieszkała u rodziców matki. |
| 6                  | Sześć lat później, Preston Scavo pojechał do Europy. |
| 6                  | Tam przebywał kilka miesięcy po czym wrócił do domu. |
| 6                  | Następnie do rodziny dołączyła Paige, najmłodsza, córka Lynette i Toma. |
| 7                  | Preston i Porter wyprowadzili się w nieco ponad pół roku po narodzinach siostrzyczki. |
| 8                  | Wkrótce potem Tom i Lynette zdecydowali się na separację. Tom wyprowadził się na pierwsze piętro byłej zewnętrznej kuchni Bree. Tam, gdzie kiedyś był jej garaż.                                                                                 |
| 8                  | Krótko potem Tom opuścił samą Wisteria Lane, do centrum Fairview. |
| 8                  | W międzyczasie, 5 miesięcy później, w jego miejsce sprowadzili się ponownie Preston i Porter. |
| 8                  | Tom pogodził się z Lynette i wrócił do ich domu i wrócił do ich wspólnego domu. |
| 8                  | Cztery tygodnie po wyprowadzeniu się Susan, w roku 2017, oboje z dziećmi przenieśli się do Nowego Jorku, gdzie Lynette pracowała jako dyrektor generalny w firmie spożywczej Katherine Mayfair a potem opiekowała się z mężem sześcioma wnukami. |

### 4356 Wisteria Lane
| Sezon      | Mieszkaniec/mieszkanka |
| ---------- | --- |
| Przeszłość | Do roku 2004 mieszkała tam wdowa, Lilian Simms. |
| Przeszłość | W latach 1994 – 1995 mieszkała tam też jej siostrzenica/bratanica, Katherine Davis z córką, Dylan Davis                                            |
| Przeszłość | W 2004 roku Lily przeniosła się do domu opieki społecznej. Pozostała właścicielem domu.                                                            |
| 1 − 3      | Dom wynajmował Mike Delfino. |
| 3          | Pół roku między sezonami 2 a 3 Mike przebywał w szpitalu, w śpiaczce. po powrocie do domu, zgodził się na to by Carlos został jego współlokatorem. |
| 3          | Solis został eksmitowany z domu, za sprawą Edie Britt.                                                                                             |
| 3          | Mike natomiast wprowadził się do narzeczonej, Susan Mayer.                                                                                         |
| 4          | Miesiąc później do domu powróciła Katherine po 12 letniej nieobecności, wraz z mężem Adamemi córką Dylan Mayfair.                                  |
| 4          | W tym domu zmarła Lilian Simms, z przyczyn naturalnych.                                                                                            |
| 4          | Adam wyprowadził się, z powodu swej historii z Sylvią Greene.                                                                                      |
| 4          | Następnie Ellie Leonard została zastrzelona w jadalni domu przez Wayne’a Davis.                                                                    |
| 4          | Wayne zginął z rąk Katherine tuż obok wejścia do domu                                                                                              |
| 5          | Pięć lat później, Adama i Dylan nie było przy Katherine.                                                                                           |
| 5          | Rozwiedziony Mike Delfino wprowadził się do Katherine.                                                                                             |
| 6          | Wyprowadził się od niej do Susan, którą ponownie poślubił.                                                                                         |
| 6          | Katherine skierowano do szpitala psychiatrycznego, w którym wyleczyli ją z załamania psychicznego.                                                 |
| 6          | Znalazła współlokatorkę, Robin Gallagher. |
| 6          | Wkrótce Katherine i Robin wyprowadziły się. Obie pojechały do Paryża.                                                                              |
| 7          | Kilka miesięcy po wyjeździe Katherine, zamieszkała w tym domu Emma Graham (Dana Glover) z córką i mężęm.                                           |
| 7          | Paul kupił dom od Grahamów i przepisał go na żonę, Beth Young.                                                                                     |
| 7          | Beth, na mocy testamentu, przekazała swój majątek i dom matce, Felicii Tilman. Dlatego też Felicia mogła się tam wprowadzić.                       |
| 7          | Kobieta drugi raz uciekła z domu i zginęła na autostradzie pod kołami tira.                                                                        |
| 8          | Miesiąc po Felicii, do domu wprowadził się kawaler, Ben Faulkner.                                                                                  |
| 8          | Rok później poślubił Renee Perry. Nie zostało wspomniane kto z kim do którego budynku się wprowadził.                                              |

### 4358 Wisteria Lane
| Sezon      | Mieszkaniec/mieszkanka |
| ---------- | --- |
| Przeszłość | Karen McCluskey zamieszkała w tym domu z mężem Gilbertem od 1982 roku. |
| Przeszłość | Piętnaście lat później Gilbert zmarł z przyczyn naturalnych w swoim domu. |
| 3          | Dziesięć lat później Ida Greenberg odkryła, że Gilbert był przechowywany w domu przez Karen w zamrażarce. Kobieta zachowała prawo do domu.                                                                                            |
| 4          | Kilka miesięcy później tornado zburzyło całkowicie jej dom. |
| 4          | Karen przeprowadziła się tymczasowo do domu zmarłej Idy, która zginęła w jej piwnicy, chroniąc Parkera Scavo od śmierci. |
| 4          | Staruszka wróciła na swoje stare miejsce zamieszkania gdy jej dom został odbudowany, ale w innym kształcie. |
| 5          | Sześć lat później zamieszkała tymczasowo u siostry Roberty Simonds. |
| 6          | Pół roku później nowy ukochany Karen, Roy Bender, zamieszkał z Karen. |
| 7          | Rok później stali się małżeństwem. |
| 8          | Kilkanaście miesięcy później Roy został wyrzucony z domu przez swą żonę. Staruszek zamieszkał na kilka dni u Solisów, po czym Gabrielle sprawiła, że wrócili do siebie.                                                               |
| 8          | Karen zachorowała po raz drugi na raka. Dzięki opiece Susan, Gabi, Lynette i Bree, dożyła swoich ostatnich dni w domu. Zmarła przy mężu, słuchając piosenki „Wonderful! Wonderful!”, śpiewaną przez Johnny’ego Mathisa w swoim łóżku. |

### Ślepy Zaułek
- Ślepy Zaułek to wysepka pośrodku końca ulicy Wisteria Lane. Obok niej znajdują się domy przy 4360 i 4362 Wisteria Lane.
- W pierwszej serii nie była ona zagospodarowana ze względu na konieczność odbudowy domu Edie Britt oraz sporadyczność nagrywanych tam scen.
- Druga, trzecia i czwarta seria przyniosła wzniesienie białych pergoli ogrodowych i kilku ławek gdzie można było usiąść. Odbudowany, różowy dom Edie dodał temu miejscu uroku, dlatego też odbyło się w tym miejscu kilka przyjęć jak doroczne oddawanie krwi[97],spotkania bożonarodzeniowe[38][98], przyjęcie urodzinowe Traversa[93], zabawa wyprawiona przez Katherine Mayfair[31] czy dekoracje na Halloween[99].
- Od piątej serii na tamtym miejscu stoi plac zabaw dla lokalnych dzieci, m.in. Celii Solis, M.J − a Delfino, Penny Scavo i Juanity Solis.

### 4360 Wisteria Lane
| Sezon      | Mieszkaniec/mieszkanka                                                                      |
| ---------- | ------------------------------------------------------------------------------------------- |
| Przeszłość | Edie Britt mieszkała od roku 2003 w tym domu wraz ze swym drugim mężem Umbertem Rothwellem. |
| Przeszłość | Mężczyzna wyprowadził się rok później, po rozwodzie.                                        |
| 1          | Dom został przypadkowo spalony przez Susan Mayer.                                           |
| 1          | Budynek został odbudowany, natomiast Edie przeniosła się obok, pod numer 4362 WL.           |
| 2 − 6      | W domu tym mieszkała Mona Clark wraz z rodziną.                                             |
| 2 − 6      | Kobieta zmarła, w wyniku uderzenia skrzydła awionetki.                                      |
| 7          | Rok później, pan Scully (John O’Leary; ojciec Mony?) sprzedał swój dom Paulowi.             |

### 4362 Wisteria Lane
| Sezon        | Mieszkaniec/mieszkanka |
| ------------ | --- |
| 1            | Edie, zanim odbudowała swój dom, mieszkała w domu Marthy Huber. Panie pokłóciły się i Edie się wyprowadziła, prawdopodobnie do hotelu. |
| 2            | Edie przeniosła się tu rok po tym jak jej dom spłonął |
| 2            | Przez jakiś czas mieszkał tam także Karl Mayer, który był związany w tym czasie z Edie |
| 3            | Następnie mieszkał tutaj siostrzeniec Edie, Austin McCann. |
| 3            | Po jego wyjeździe, jej syn, Travers McLain zajął na krótko miejsce kuzyna. |
| 3            | Po wyjeździe Traversa, do Edie wprowadził się Carlos Solis. |
| 4            | Przebywał tam dosyć krótko. Zerwał z Edie i wynajął mieszkanie. |
| 4            | Rok później Edie Britt wyprowadziła się z Wisteria Lane. |
| Między 4 a 5 | W trakcie 5 lat przeskoku czasowego mieszkał tam staruszek, Raymond. Płacił Edie za wynajem domu. |
| 5            | Dopiero po tym czasie Edie wróciła na osiedle z nowym mężem, Davidem „Dave’em” Williamsem. |
| 5            | Edie zmarła kilka miesięcy później. Jej prochy zostały rozsypane przy płocie Susan, różach Gabrielle, trawniku Lynette i Karen oraz drzewie Bree. Wiatr rozwiał ich resztę po całej uliczce. |
| 5            | Dave opuścił Wisteria Lane i trafił ponownie do szpitala psychiatrycznego w Bostonie. |
| 6            | Do budynku wprowadzili się na rok Stephanie (Rebecca Staab) i Lance (David Chisum). Ich historia została przedstawiona w osobnej serii pt. „Another Desperate Housewive”. Kochanka Lance’a i jednocześnie przyjaciółka Stephanie, zabiła mężczyznę z którym potajemnie sypiała. Zrobiła to po przeczytaniu wiadomości tekstowej w jego telefonie, że spotyka się z inną kobietą. Tak naprawdę wiadomość wysłała Stephanie. Postacie Lance’a i jego żony były obecne na spotkaniu w domu Scavo, które miało miejsce po napadnięciu na Julie Mayer. |
| 7            | Następnie dom wynajęła Renee Perry, koleżanka Lynette Scavo od czasów studenckich. |
| 8            | Dwa lata później poślubiła Bena Faulknera, który mieszkał w domu pod numerem 4356 WL. Nie zostało wspomniane to kto z kim do którego budynku się wprowadził. |

## Wisteria Lane w innych produkcjach
Ulica i mieszczące się na niej domy znajdują się w studiu Universal Studios w Los Angeles. Faktycznie nosi ona nazwę Colonial Street. Swoją największą aktywność ulica miała w latach 50. XX wieku, kiedy była miejscem akcji kilku wcześniejszych seriali i filmów.
| L.p. | W filmach                       | W serialach                                                                | W teledyskach                                               |
| ---- | ------------------------------- | -------------------------------------------------------------------------- | ----------------------------------------------------------- |
| 1    | Wiercipięta (dom Mary Alice)    | Dragnet 1967 (dom Pani Huber)                                              | The Offspring – Why Don't You Get a Job? (stan z 1998 roku) |
| 2    | Harvey (dom Gabrielle)          | The Munsters (dom Betty)                                                   | Smash Mouth − All Star (stan z 1999 roku)                   |
| 3    | Na przedmieściach (dom Bree)    | The Hardy Boys (dom Susan)                                                 | P. Diddy – Bad Boy For Life (stan z 2001 roku)              |
| 4    | Dzień zagłady (dom Susan)       | Powrót do Providence (dom Bree)                                            | Nelly feat. Kelly Rowland – Dilemma (stan z 2002 roku)      |
| 5    | Bedtime for Bonzo (dom Lynette) | Menażeria                                                                  | Michael Bublé – It's A Beautiful Day (stan z 2013 roku)     |
| 6    | A to historia (dom Lynette)     | Dziewczyna z komputera                                                     | Mel B – For Once In My Life (stan z 2014 roku)              |
| 7    | brak danych                     | Zwariowany świat Malcolma (dom Mary Alice)                                 | brak danych                                                 |
| 8    | brak danych                     | CSI: Kryminalne zagadki Las Vegas (dom Katherine; odcinek „Karma to Burn”) | brak danych                                                 |
| 9    | brak danych                     | Był sobie chłopiec (cała ulica; odcinek „About a Will-O-Ween”)             | brak danych                                                 |

## Ciekawostki
- Shawn Pyfrom, czyli serialowy Andrew, powiedział, że sekret pięknego ogródka Bree, przed jej domem, tkwi w tym, że te wszystkie kwiaty są sztuczne. Dodał też, że dom Bree jest najczęściej odwiedzanym miejscem dlatego, że w jego środku znajduje się toaleta[110].
- Wnętrze − parter − domów przy 4349 (Gabrielle), 4350 (Marthy/Andrew), 4351 (Boba i Lee), 4352 (rodzin Young/Bolen), 4353 (Susan), 4356 (Mike’a/Katherine), 4358 (Karen; drugi dom po tornadzie) i 4362 (Edie/Renee) znajduje się w budynkach na Wisteria Lane.[potrzebny przypis].
- Piętra domów, oprócz tego należącego do drugiego domu Karen, znajdują się w studiu dźwiękowym.[potrzebny przypis].
- Kuchnia Gabrielle także była zbudowana w studiu dźwiękowym.[potrzebny przypis].
- Ogródki z basenem przy domu 4352 (Young/Bolen) i 4349 (Gabrielle) są prawdziwe, lecz należą do innych rezydencji w Los Angeles.[potrzebny przypis].
- Wnętrze domu Lynette znajduje się także w Universal Studios[111], lecz budynkowi który gra jego fasadę brakuje tylnej ściany[112].
- Tylko nowy dom Karen McCluskey ma prawdziwy parter i piętro, gotowe do codziennego mieszkania[113].
- Natomiast tylko dom Edie, przy 4362 Wisteria Lane, ma bieżącą wodę[potrzebny przypis].
- W ósmym odcinku siódmego sezonu i ostatnim epizodzie całego serialu widać, że dom przy 4362 cofnięto do numeru 4359.
- Zwyczaje z serialu:
  - Od 1996 roku organizowane jest na uliczce coroczne oddawanie krwi[97]
  - Kubły ze śmieciami sprzed każdego domu są natomiast opróżniane w czwartki[31].
  - Susan organizuje co roku kalambury i zaprsza na nie wszystkich sąsiadów[114].